# Военный орден Железного трилистника
Военный орден Железного трилистника (хорв. Vojnički red željeznog trolista) — государственная награда Независимого Государства Хорватия.
Высшая военная награда.

## Положение о награде
1. Учредить орден Железного трилистника, который будет служить видимым знаком отличия за особо успешные действия против врага.
2. Магистром ордена является глава Независимого Государства Хорватия.
3. Орден Железного трилистника является высшим военным орденом Независимого Государства Хорватия, который вручается за боевые действия, проявленную инициативу, самоотверженность и умелое руководство, приведшие к значительному успеху в борьбе с врагом.
4. Орденом награждаются офицеры, подофицеры и солдаты, а также повстанцы (усташи), Хорватских вооружённых сил. Члены союзных или дружественных вооруженных сил, которые успешно боролись за достижение независимости хорватского государства, или кто воевали плечом к плечу с хорватскими частями, также могут быть награждены этим орденом.
5. Знак ордена выполнен в форме хорватского трилистника из чёрного железа, с узкими серебряными краями. Рёбра листьев выполнены в форме тройного серебряного плетения. Na sredini trolista nalazi se u okrugu hrvatski grb s ustaškim znakom (slovo «U» u plavoj boji, a u njemu praska s plamenom). Na naličju trolista nalazi se u sredini nadpis: «ZA DOM SPREMNI» (За дом  готовы), iznad natpisa «10. IV.», a izpod nadpisa «1941.». Za izvanredne zasluge mogu se svakom stupnju ovog reda pridodati dvie hrastove grančice tamnozelene boje, koje uokviruju podlogu hrvatskog grba. Red I. i II. stupnja podjeljuje se za osobita vojnička djela, koja moraju biti izpitana i potvrđena po posebnom vojničkom povjerenstvu.
6. Red ima cetiri stupnja, i to: a) red I. stupnja; visina odnosno širina trolista iznosi 52 mm, a promjer okruga u sredini 13 mm; nosi se oko vrata na propisanoj vrbci; b) red II. stupnja; izradjen kao red I. stupnja; nosi se bez vrbce na lievoj strani grudiju; c) red III. stupnja; visina odnosno širina iznosi 42 mm, a promjer okruga u sredini 12 mm; nosi se na vrbci, koja visi iz zapučka; d) red IV. stupnja; izrađen je kao red III. stupnja; nosi se na trokutno složenoj vrbci na lievoj strani grudiju. Vrbca je crvene boje s bielim rubom sa svake strane; širina ciele vrbce iznosi 40 mm, a bielog ruba 6 mm.
7. Кавалеры орденов 1-й и 2-й степеней ордена имеют право на звание «витязь» («рыцарь»). 
8. Награждения орденом производятся указом главы государства.
9. Необоснованное ношение ордена карается лишением свободы сроком до месяца или денежным штрафом на сумму до 50 000 кун.
10. Реализация этого закона поручить руководителю отдела по наградам при администрации главы государства, которому поручается разработать правила о награждении и ношении ордена.

11. Это положение приобретает юридическую силу со дня опубликования в «Народных новостях».

## Знаки ордена
|                                      | 1-я степень ордена, с дубовым венком | 1-я степень ордена                   |
| ------------------------------------ | ------------------------------------ | ------------------------------------ |
|                                      |                                      |                                      |
| нет данных                           | [[Файл:\|270px]]                     |                                      |
| 2-я степень ордена, с дубовым венком | 2-я степень ордена                   | 3-я степень ордена, с дубовым венком |
|                                      |                                      |                                      |
|                                      |                                      |                                      |
| 3-я степень ордена                   | 4-я степень ордена, с дубовым венком | 4-я степень ордена                   |
|                                      |                                      |                                      |
| [[Файл:\|200px]]                     |                                      | [[Файл:\|150px]]                     |